# Tempestade subtropical Eçaí
A tempestade subtropical Eçaí, nomeada pela Marinha do Brasil, foi o segundo sistema de natureza não-extratropical, a evoluir para tempestade subtropical da Temporada de Ciclones do Atlântico Sul de 2016. Desenvolveu-se de uma área de baixa pressão subtropical que cruzou a Região Sul do país em 4 de dezembro, evoluindo para depressão subtropical na costa de Santa Catarina e pouco depois para tempestade subtropical. A tempestade produziu chuvas e ventos fortes na costa de Santa Catarina, e grandes ondas ao longo do litoral entre as regiões Sul e Sudeste do Brasil, causando ressaca e alguns danos.